# マイマイカブリ
マイマイカブリ（蝸牛被、学名：Damaster blaptoides）は、オサムシ科オサムシ亜科に分類される昆虫の1種。成虫の体、特に頭部が前後に細長い大型のオサムシである。日本の固有種で、地域変異が大きく、多くの亜種に分化している。

## 分布
日本の北海道、本州、四国、九州、離島では粟島、佐渡島、伊豆大島、隠岐諸島、五島列島、対馬、屋久島に分布する。世界の他地域には分布していない日本の固有種であるが、台湾には農業害虫となるカタツムリの駆除のために導入されたものが定着しているという。

## 特徴
成虫の体長は3-7 cmほどで、基本的に全身がつやのない黒色だが、体の大きさや前胸部および頭部の色彩が地域や亜種によって大きく異なる。
成虫は細長いヒョウタンに長い触角と脚が生えたような形をしている。頭部と前胸部は前方に細長く伸び、大顎が発達する。触角は細長く体長の半分ほど、脚も細長いががっしりしている。後胸部と腹部は背面が膨らんだドーム状で、前翅の先端がとがる。左右の前翅は羽化後にそのまま融合してしまい開くことができない。さらに後翅も糸状に退化しているため飛ぶことができない。
日本では特に珍しい昆虫でもないが、マイマイカブリをオサムシ類全体で見ると、日本固有種であること、世界的に見ても大型種であること、頭部と前胸部が近縁の他のクビナガオサムシ類と比べても極端に細長いことなどの特徴を持つ。亜種ごとに様々な変異があるので昆虫採集の対象となっており、愛好家も多い。海外のオサムシ収集家にも憧れの的の1つともなっている。

## 習性
森林とその周辺に生息し、春から秋まで見られる。おもに地上を歩き回るが木に登ることもあり、夏にはクワガタムシやカブトムシと同様に雑木林の樹液に集まることもある。また、本来は夜行性だが日陰の多い林道などでは日中でもたまに歩き回る成虫が見られる。冬は成虫または終齢幼虫で越冬し、朽ち木の内部や落ち葉、石の下などでじっとしている。
長い脚で活発に歩行するが、危険を感じると尾部からメタクリル酸とエタクリル酸を主成分とし、強い酸臭のある液体を噴射する。この液体は刺激が強く、手はともかく目に入ると大変な痛みを感じ、炎症を起こす。後方だけでなく上方にも噴射できるので、むやみに手で抑えつけたり顔を近づけたりしないよう注意が必要である。

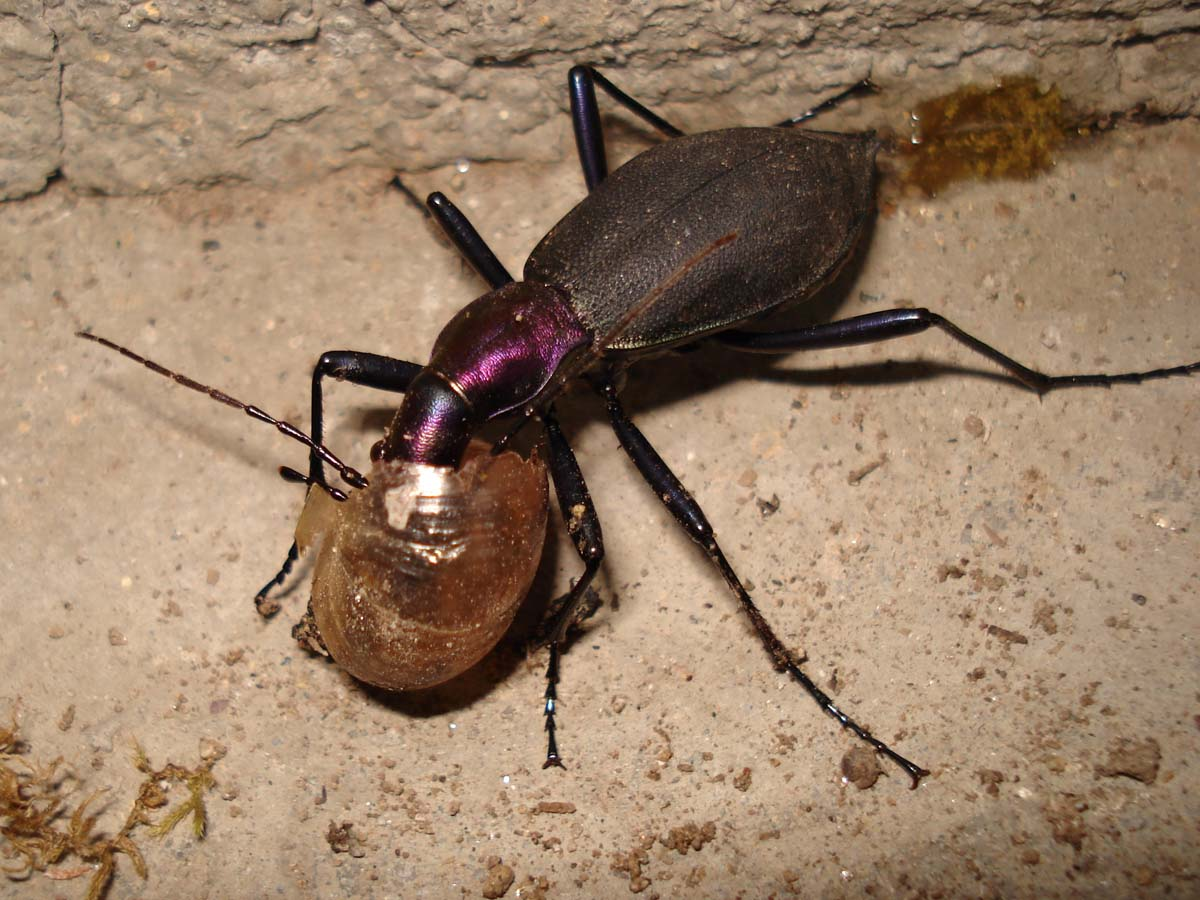
カタツムリを捕食中の亜種コアオマイマイカブリ

カタツムリを見つけると大顎で軟体部に咬みつき、消化液を注入して消化、溶けた軟体部を食べる。前方に細くなった頭部と前胸部も、殻の中に引っこんだカタツムリを食べるために発達した適応とみられる。マイマイカブリという和名も、カタツムリの殻に頭部を突っこんで捕食する様が「マイマイ（カタツムリ）をかぶっている」ように見えることに由来する（「マイマイを食べる=マイマイにかぶりつく」からという説もある）。軟体部を食べやすくするために殻を殻口から大顎で咬み破ることもあり、特に佐渡島産の亜種・サドマイマイカブリではその傾向が著しく、他の亜種に比べてがっしりした大きな頭部と大顎を有する。
幼虫の時点からカタツムリ食で、2齢を経て蛹化・羽化する。成虫は肉食性が強いものの落下果実や樹液も摂食する。カタツムリを中心に他の昆虫やミミズなど様々な動物質の餌を捕食するが、卵巣の成熟のためにはカタツムリを摂食する必要があるといわれる。東京都の多摩動物公園昆虫館では、若齢幼虫の餌となる小型のカタツムリの入手に苦慮し、園内の水槽に発生しているインドヒラマキガイを代用食として与えたところ好結果を得たという。なお、小型の幼虫が大型のカタツムリを襲った際は、抵抗するカタツムリに噛み付いたまま殻に引き込まれ、死亡する場合もある。

## 生活史
交尾の終わったメスは土中に腹端で小さな部屋を作ってひとつずつ産卵する。卵は長さ1cmほどの白いゼリービーンズ状で柔らかく、昆虫の卵としてはクマバチと並ぶ最大級の大きさである。
卵は土壌の水分を吸収して膨らみながら発生が進んだ後、体長2cm程の1齢幼虫が孵化する。幼虫は全身が黒で、上から押しつぶされたように平たい体型をしている。シデムシ類の幼虫にも似るが、マイマイカブリの幼虫は胸部や腹部の側面に節ごとに縁部がひれ状に伸張し、体側面のシルエットは鋸歯状となる。
幼虫はカタツムリ食で、1齢幼虫は充分な量のカタツムリを摂食すると土中に潜り、脱皮して2齢幼虫になる。通常のオサムシ類やゴミムシ類は3齢が終齢幼虫であるが、マイマイカブリやこれに近縁のクビナガオサムシ類は2齢が終齢である。1齢、2齢とも、かなり大きなカタツムリを捕食することができるため、それぞれの齢で1回のみの捕食で次の齢に進むのに充分な食物を得ることもでき、その場合は孵化してから成虫になるのにたった2個体のカタツムリを摂食するだけで済むことになる。
カタツムリを充分摂食した2齢幼虫は土中に深く潜って蛹室を形成し、内部で蛹になった後、羽化して成虫となる。

## 人間とのかかわり
マイマイカブリは腹部から噴射される分泌物にメタクリル酸を含むため皮膚炎を引き起こすことがある。

## 亜種

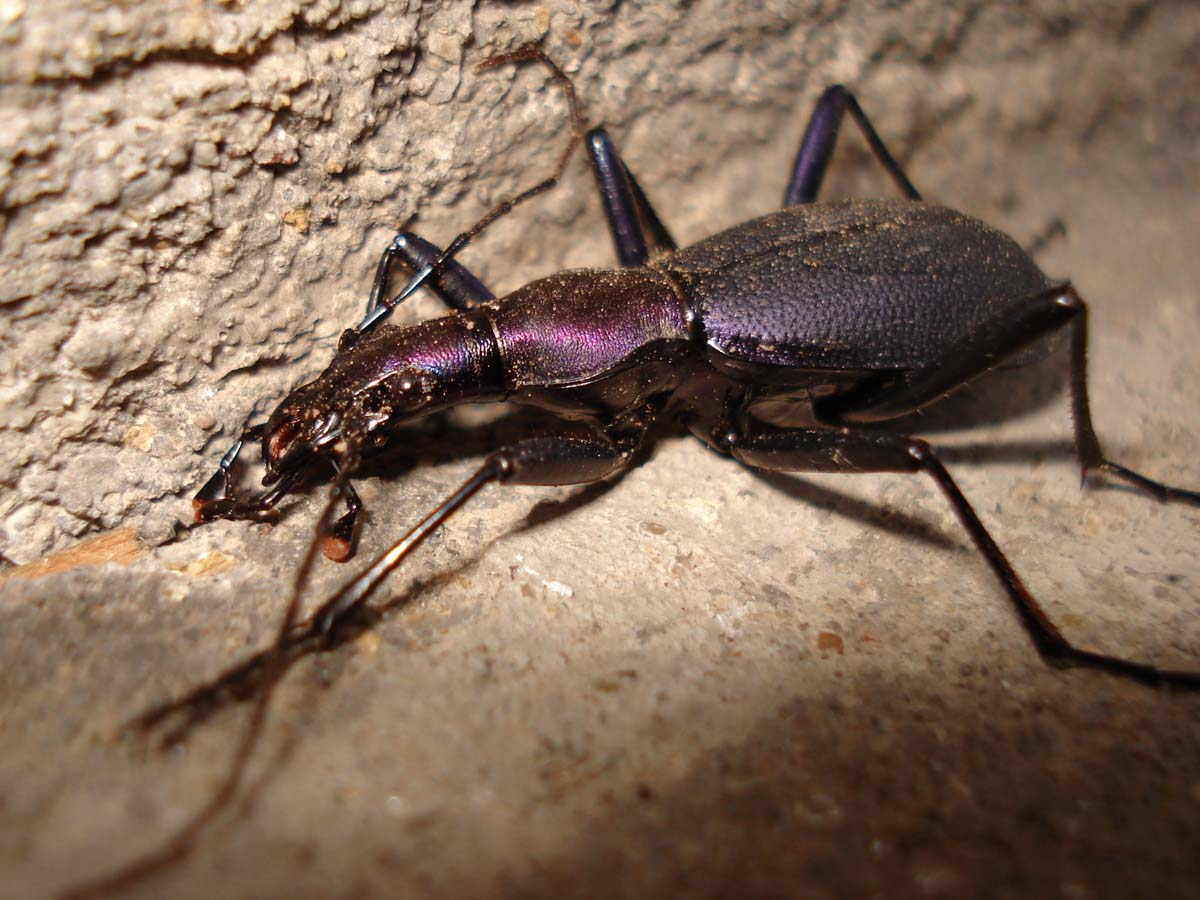
コアオマイマイカブリ D. b. babaianus、仙台産

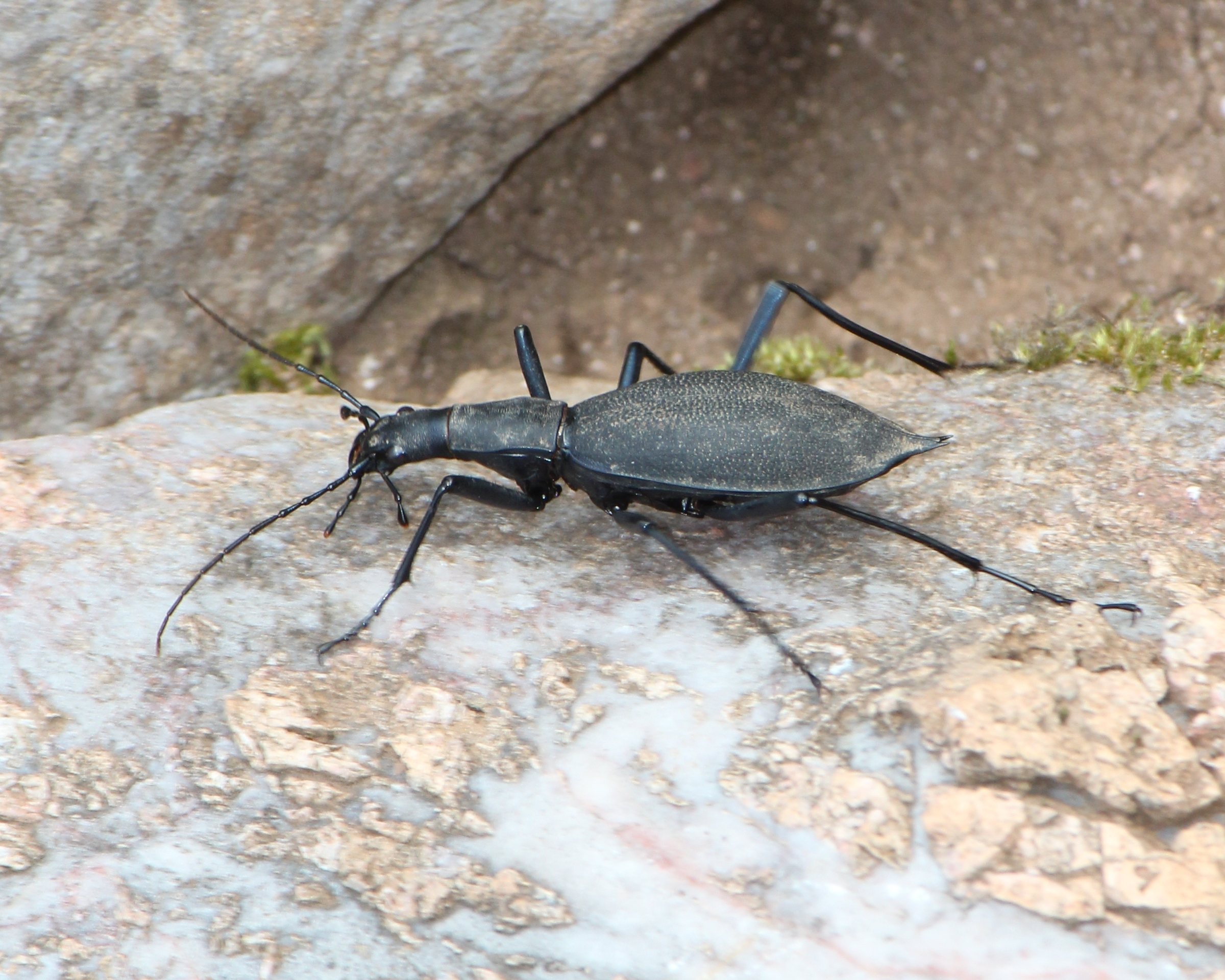
マイマイカブリ D. b. blaptoides、伊吹山（滋賀県）産

マイマイカブリは多くの亜種に分かれており、中には鈍い金属光沢を持った色鮮やかなものもいる。これは成虫が飛べずに長距離の移動ができないため、他地域個体群との遺伝的交流が制限され、各地域の個体群が独自の分化を遂げた結果と考えられている。
以下のような亜種が知られるが、亜種の区分は研究者によっても説が分かれる。
エゾマイマイカブリ D. b. rugipennis Motschulsky, 1861
北海道に分布。頭部と前胸部背面は金属光沢のある緑色をしている。
キタマイマイカブリ D. b. viridipennis Lewis, 1880
東北地方北部に分布。頭部と前胸は金属光沢のある紫色で、前翅はやはり金属光沢のある緑色を帯びる。エゾマイマイカブリに近縁である。
コアオマイマイカブリ D. b. babaianus Ishikawa, 1984
東北地方南部に分布。
アオマイマイカブリ D. b. fortunei Adamus, 1861
新潟県粟島の固有亜種。
ヒメマイマイカブリ D. b. oxuroides Schaum, 1862
伊豆大島を含む関東地方と中部地方に分布。
サドマイマイカブリ D. b. capito Lewis, 1880
新潟県佐渡島の固有亜種。頭部と前胸部が太くて短い。
オキマイマイカブリ D. b. brevicaudus Imura et Mizusawa, 1995
島根県隠岐諸島の固有亜種。
マイマイカブリ D. b. blaptoides Kollar, 1836
近畿地方以西の西日本に分布。マイマイカブリの基亜種とされており、他の亜種と区別する際は特にホンマイマイカブリとも呼ばれる。

## 近縁種
マイマイカブリの属するクビナガオサムシ類は、どれもマイマイカブリほどではなくても前胸と頭部が細長く伸長し、主にカタツムリを捕食する。
オオルリオサムシ Damaster gehini Fairmaire, 1876
体長3cm前後。脚と触角を除く全身に金属光沢があり、背中側は緑色、腹側は紺色をしている。前翅に3本の縦線がある。日本では北海道だけに分布する。学名はAcoptolabrus gehini とすることもある。
ツシマカブリモドキ Damaster fruhstorferi Roeschke, 1900
体長4cm前後。頭部と前胸部は金属光沢のある赤色をしている。和名通り対馬だけに分布する。カブリモドキ類は中国からシベリア東部にかけて分布するが、日本に分布するのはツシマカブリモドキだけである。学名はCoptolabrus fruhstorferi とすることもある。